# 永井義憲
永井 義憲（ながい よしのり、1914年(大正3年)10月23日 - 2001年(平成19年)8月5日)は、国文学者、大妻女子大学名誉教授。真言宗豊山派日輪寺住職。
千葉県生まれ。1937年大正大学文学部国文学科卒。1945年10月大正大学講師、1950年助教授、55年教授。1962年「日本仏教文学研究」により大正大学文学博士。1967年大妻女子大学教授。87年退任、名誉教授。同年勲三等瑞宝章受勲。    

## 著書
- 『長谷寺觀音驗記解題』長谷寺、1954
- 『長谷寺と能楽』總本山長谷寺、1954
- 『日本仏教文学研究』古典文庫、1957 のち豊島書房、新典社
- 『成尋阿闍梨母集・参天台五台山記の研究』大蔵出版、1959　島津草子氏の著作として出版されたが、実際は島津氏の依頼を受けて永井が執筆したものであると永井自身が告白している[2]
- 『日本仏教文学』塙選書、1963
- 『仏教文学と金沢文庫』神奈川県立金沢文庫、1969
- 『日本仏教説話研究』和泉書院、2004

### 校注・共編・共著
- 『長谷寺験記 異本』校古典文庫、1953
- 「庚申経伝来考 - 成尋阿闍梨の舶送か」小花波平六編『庚申信仰』<民衆宗教史叢書17> 雄山閣 2003年、初出は雑誌『日本仏教』16号、1963年
- 『閑居友 比良山古人霊託』筑土曙生共編 古典文庫、1968
- 『安居院唱導集』清水宥聖共編 角川書店 貴重古典籍叢刊、1972
- 『日本の説話 第3-4巻 中世』貴志正造共編　東京美術、1973-1974
- 阿仏尼『うたゝね』校注　新典社 影印校注古典叢書、1980
- 『結城戦場物語』林祝子共編 古典文庫、1981

## 参考
- 大学職員録刊行会編『全国大学職員録 』広潤社、1985年。
- 永井義憲「成尋阿闍梨母集の成立 (PDF)」『大妻女子大学文学部紀要 巻1』大妻女子大学文学部、1969年。
- 永井義憲『長谷寺験記 』新典社、1978年。
- 永井義憲『日本仏教説話研究 』和泉書院、2004年。